# The World's Insane
The World's Insane è un album in studio, ufficialmente il secondo, del gruppo musicale heavy metal Vardis, pubblicato nel 1981.

## Tracce
Lato A
1. Power Under Foot - 2:45 - (Steve Zodiac)
2. Money Grabber - 3:22 - (Steve Zodiac)
3. The World's Insane - 3:47 - (Steve Zodiac)
4. Blue Rock (I Miss You) - 4:29 - (Steve Zodiac)
5. Silver Machine - 2:47 - (Calvert/McManus)

Lato B
1. Police Patrol - 4:19 - (Steve Zodiac)
2. All You'll Ever Need - 4:27 - (Steve Zodiac)
3. Curse The Gods - 2:33 - (Steve Zodiac)
4. Love Is Dead - 2:43 - (Steve Zodiac)
5. Steamin' Along - 4:17 - (Steve Zodiac)

## Formazione
Gruppo
- Steve Zodiac - voce, chitarra
- Alan Selway - basso cori
- Gary Pearson - batteria

Altri musicisti
- Andy Bown - tastiere
- Judd Lander - cornamusa e armonica a bocca